# Transtorno do déficit de atenção e hiperatividade, apresentação predominantemente desatenta
Transtorno do déficit de atenção e hiperatividade, apresentação predominantemente desatenta (TDAH-D), é uma variação do transtorno do déficit de atenção e hiperatividade em que o indivíduo apresenta maior desatenção ou distração, em comparação com a impulsividade ou hiperatividade. Transtorno do déficit de atenção sem hiperatividade ou, apenas, transtorno do déficit de atenção (TDA) são designações antigas do DSM-III, publicado em 1980, e referem-se à apresentação do transtorno onde não estão presentes sintomas de hiperatividade e/ou impulsividade.
Com a publicação do DSM-III-R em 1987, a definição foi revista e a condição passou a ser identificada como transtorno do déficit de atenção/hiperatividade, o que não foi sem alguma controvérsia. Posteriormente, na versão DSM-IV, foram introduzidos os subtipos predominantemente desatento (ADHD-I/TDAH-PD), predominantemente hiperativo/impulsivo (ADHD-HI/TDAH-PI), e combinado (ADHD-C). Por fim, a versão atual (DSM-5), publicada em 2013, substituiu o termo subtipo por apresentação, denotando que o perfil de sintomas atuais pode se modificar com o tempo.